# チャート・ゲーザ
チャート・ゲーザ（Csáth Géza, 1887年2月13日 - 1919年9月11日）はハンガリーの小説家、劇作家、音楽家、音楽評論家、医師。チャート・ゲーザはペンネームで、本名はブレンナー・ヨージェフ（Brenner József）。
同じくハンガリーの著名な小説家・詩人であるコストラーニ・デジェーの従弟にあたり、彼の勧めで「ニュガト（Nyugat）」に短編小説を発表した。バルトークを最も早く評価した一人でもある。

## 日本語に翻訳された作品
- 父と子
  - 徳永康元訳
    - 『青ひげ公の城―ハンガリー短編集』恒文社 1998.2
- 蛙
  - 岩崎悦子訳
    - 『東欧怪談集』河出書房新社 1995.1）